# Rhapsody in Blue

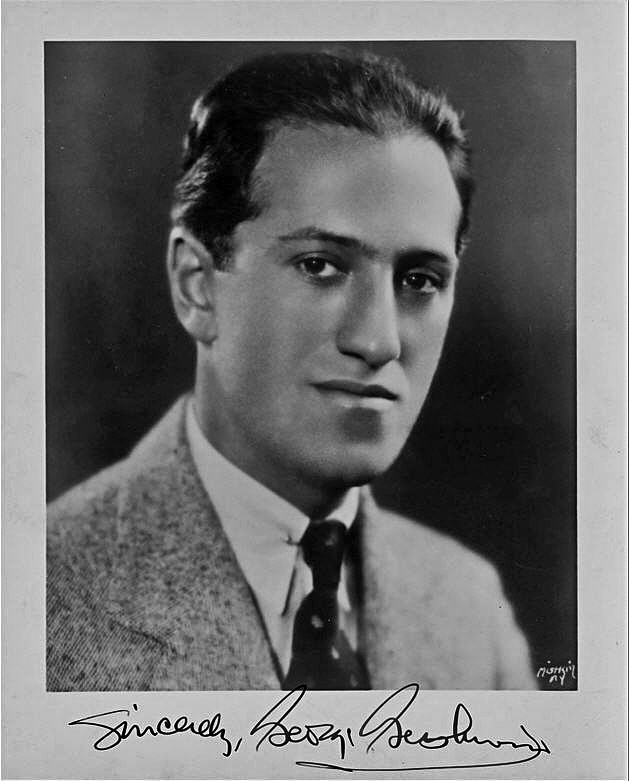
George Gershwin, compositor creador de Rhapsody in Blue.

Rhapsody in Blue es una composición creada por George Gershwin para piano solo y banda de jazz, escrita en 1924, en la que se combinan elementos de música clásica con efectos de influencia jazzística. La obra se estrenó el 12 de febrero de 1924 en el Aeolian Hall de Nueva York, en un concierto titulado "Un experimento en música moderna" (An Experiment in Modern Music), dirigido por Paul Whiteman y su banda, con Gershwin al piano. En el título, la palabra "blue" se refiere tanto al estilo musical blues (canción de este típico género musical estadounidense) como al estado de ánimo blue, que significa en inglés "triste, melancólico". La versión para piano y orquesta sinfónica, arreglada por Ferde Grofé en 1946, se ha convertido en una de las obras más populares de la música clásica de los Estados Unidos.

## Historia
El famoso director Paul Whiteman escuchó a George Gershwin y lo invitó a componer una pieza sinfónica de jazz, para tocarla junto con otros estrenos de compositores modernos en un concierto que daría próximamente con su orquesta. A George se le olvidó por completo el encargo, hasta que una mañana apareció en un anuncio del periódico la noticia de un concierto de jazz a cargo de Paul Whiteman y su orquesta, destacando que la obra central del programa sería una composición sinfónica escrita por George Gershwin, quien lo supo cuando leía esa mañana las noticias. No pudiendo eludir el compromiso, George creó en tres semanas su "Rhapsody en Blue" empujado por ese gran maestro que sabía lo que tenía entre manos; ambos estaban contribuyendo al encumbramiento definitivo del jazz.
Esta Rapsodia, que fue orquestada por Ferde Grofe, el arreglista de Whiteman, se estrenó el 12 de febrero de 1924, señalando un momento importantísimo en la historia de los Estados Unidos de América, el del nacimiento de su propia música sinfónica, creada con elementos autóctonos, como los blues, los espirituales negros y el jazz, que George Gershwin tradujo en ritmos y notas que son ellos mismos, pero con otro ropaje, "de etiqueta", por así decirlo.
Paul Whiteman terminó la ejecución en medio de febriles aclamaciones y aplausos; los cronistas aceptaron el veredicto del público, supremo juez, y sus comentarios aparecieron llenos de alabanzas para el joven compositor de 25 años.
El éxito de la "Rapsodia en Blue", mal traducida como "Rapsodia en Azul", ya que no se refiere al color sino a un género musical derivado del jazz, fue fulminante y pronto se interpretó en América y Europa, constituyéndose en página indispensable en el repertorio de las más famosas orquestas sinfónicas. Esta obra influyó notablemente en compositores europeos y estadounidenses, que comenzaron a utilizar en sus obras melodías y patrones rítmicos del jazz, que por fin se había vuelto "respetable". El éxito no hizo olvidar a Gershwin sus numerosas lagunas técnicas, por lo que prosiguió sus estudios musicales con la intención de enriquecer su estilo y abordar metas más ambiciosas. Más adelante, hizo su propia orquestación de "Rapsodia en Blue" y compuso sus "Preludios para Piano".
En 1955, Rhapsody in Blue sirvió de inspiración para una composición del destacado acordeonista/compositore John Serry Sr., que se publicó posteriormente en 1957 (ver American Rhapsody).
Rhapsody in Blue fue una de las ocho piezas sinfónicas incluidas en la película Fantasía 2000, interpretada por la Orquesta Sinfónica de Chicago.
En 2021, la banda de metal progresivo Liquid Tension Experiment grabó una versión metal para su tercer álbum de estudio, después de interpretar la pieza en vivo ya varios años antes.

## Estilo
Gershwin logró aunar en su Rhapsody in Blue tres elementos fundamentales de la música de su país: la tradición popular pianística, el tratamiento armónico de la música del teatro de variedades y toda la atmósfera del blues afroamericano. Frecuentemente se suele clasificar a Gershwin como un sinfonista del jazz; tal planteamiento es tan simple como clasificar a Falla como un sinfonista del flamenco. Lo cierto es que Gershwin enraizó su música en la tradición de su país y aprovecho la riqueza rítmica, armónica y melódica que tuvo a su alrededor en función de una mayor y más moderna expresividad sinfónica. La obra no está concebida como un concierto para piano y orquesta, pues la función del piano, aunque de claro carácter solista, no sigue la línea concertante clásica, ya que Gershwin lo sitúa unas veces como solista y otras como mero acompañante.